# Asopos (Böotien)
Der Asopos (griechisch Ασωπός auch Βοιωτικός Ασωπός (m. sg.) Viotikos Asopos) ist ein Fluss in Mittelgriechenland. Seine Hauptquellen entspringen in der Lefktra-Hochebene nördlich des Kithairon. Weitere bedeutende Zuflüsse kommen aus dem Parnitha und der Gegend von Dervenochori. Der Asopos hat eine Länge von 57 km und durchfließt die Gemeinden Aliartos-Thespies, Thiva und Tanagra im Böotien sowie ein kleineres Gebiet von Oropos in Westattika, wo er bei Chalkoutsi in den südlichen Golf von Euböa mündet.

## Mythologie
Pausanias (9.1.1) schreibt, das Asopos König war und seinen Namen an den Fluss gab, während sein Nachfolger Kithairon seinen Namen dem Gebirge gab und eine Tochter der Stadt Plataea den ihren.
Der Name Oroe, eines Zuflusses, wird bei Herodotus (9.51.2) und Pausanias (9.4.4) auf den Namen einer Tochter des Asopos zurückgeführt. Darüber hinaus erwähnt Pausanias Thespia und Antiope als mögliche Töchter des Asopos.
Publius Papinius Statius spricht in seiner Thebais vom Kämpfer Hypseos, dem sterblichen Sohn von Asopos. Er ist der Anführer der Männer von Alalkomene, Itone, Midea, Arne, Aulida, Graea, Plataiai, Pleteon, und Anthedon. Hypseos wird von Kapaneos erschlagen.

## Geschichte
Der Asopos war in der Antike die Grenze zwischen Theben und Plataiai. An seinem Ufer wurde 479 v. Chr. die Schlacht von Plataiai geschlagen.

## Verschmutzung durch Industrieabwässer
Der Fluss leidet an Verschmutzung durch ungeklärte Abwässer, die unter anderem aus dem Grundwasser kommen, weil verschiedene Industriebetriebe zum Teil unterirdisch gesetzeswidrig ihre Abwässer verklappen. Es wurden große Anstrengungen unternommen, den Fluss zu reinigen. Die Volksbewegung erhielt Unterstützung durch einen Brief der US-amerikanischen Aktivistin Erin Brockovich, die sich darin der Sache annahm. Brockovich zeigte sich enttäuscht und unterstützte auf ihrer Homepage Friends of the Earth die Klagen mit Unterschriftenaktionen, die sie an den amerikanischen Botschafter in Griechenland richtete, damit dieser sie der Griechischen Regierung überreichen sollte. Darüber hinaus wandte sie sich auf einem Kongress am 15. April 2009 auch an das Europäische Parlament.